# Anders Johansson i Fägerhult
Anders Johansson (i riksdagen kallad Johansson i Fägerhult), född 25 juni 1826 i Hjälmseryds församling, Jönköpings län, död 13 oktober 1875 i Eksjö, Jönköpings län (folkbokförd i Hjälmseryds församling), var en svensk hemmansägare och riksdagsman.
Johansson var hemmansägare i Fägerhult i Jönköpings län. Han var som riksdagsman ledamot av riksdagens andra kammare.